# Richard Pryor
Richard Franklin Lennox Thomas Pryor (Peoria (Illinois), 1 de desembre de 1940 – 10 de desembre de 2005) va ser un humorista, actor i escriptor estatunidenc. Va arribar a un públic ampli amb les seves observacions contundents i el seu estil de narració, i és àmpliament considerat com un dels humoristes més grans i influents de tots els temps.
El treball de Pryor inclou les pel·lícules concert i els enregistraments Richard Pryor: Live &amp; Smokin' (1971), That Nigger's Crazy (1974), ...Is it Something I Said? (1975), Bicentennial Nigger (1976), Richard Pryor: Live in Concert (1979), Richard Pryor: Live on the Sunset Strip (1982) i Richard Pryor: Here and Now (1983). Com a actor, va protagonitzar principalment comèdies com Silver Streak (1976), però ocasionalment drames, com ara Blue Collar (1978) de Paul Schrader, o pel·lícules d'acció, com Superman III (1983). Va col·laborar en molts projectes amb l'actor Gene Wilder. Un altre col·laborador freqüent va ser l'actor/comediant/escriptor Paul Mooney.
Pryor va guanyar un premi Emmy (1973) i cinc premis Grammy (1974, 1975, 1976, 1981 i 1982). El 1974, també va guanyar dos premis de l'American Academy of Humor i del Sindicat de Guionistes d'Amèrica. El 1998 se li va lliurar el primer premi Mark Twain del Kennedy Center d'humor americà. Va figurar al número u de la llista de Comedy Central dels millors humoristes de tots els temps. El 2017, Rolling Stone el va classificar el primer a la seva llista dels 50 millors monologuistes còmics de tots els temps.

## Primers anys de vida
Pryor va néixer l'1 de desembre de 1940 a Peoria, Illinois. Va créixer en un bordell dirigit per la seva àvia, Marie Carter, on la seva mare alcohòlica, Gertrude L. (née Thomas), era una prostituta. El seu pare, LeRoy "Buck Carter" Pryor (7 de juny de 1915 – 27 de setembre de 1968), va ser un antic boxejador, estafador i proxeneta. Després que Gertrude el va abandonar quan tenia 10 anys, Pryor va ser criat principalment per Marie, una dona alta i violenta que el pegaria per qualsevol de les seves excentricitats. Pryor era un dels quatre fills criats al bordell de la seva àvia. Va ser abusat sexualment als set anys, i expulsat de l'escola als 14. Mentre estava a Peoria, es va convertir en francmaçó del Prince Hall en una logia local.
Pryor va servir a l'exèrcit dels Estats Units des de 1958 fins a 1960, però va passar pràcticament tot el període en una presó de l'exèrcit. Segons un perfil de 1999 sobre Pryor a The New Yorker, Pryor va ser empresonat per un incident que va passar mentre estava estacionat a Alemanya Occidental. Enfadats perquè a un soldat blanc li va fer massa gràcia davant les escenes de càrrega racial de la pel·lícula Imitació de la vida de Douglas Sirk, Pryor i diversos altres soldats negres el van colpejar i apunyalar, encara que no mortalment.

## Carrera

### Dècada de 1960
El 1963 Pryor es va traslladar a la ciutat de Nova York i va començar a actuar regularment en clubs al costat d'artistes com Bob Dylan i Woody Allen. En una de les seves primeres nits, va obrir per a la cantant i pianista Nina Simone al Village Gate de Nova York.
Inspirat en Bill Cosby, Pryor va començar com un còmic de middelbrow, amb material molt menys controvertit que el que vindria. Aviat, va començar a aparèixer regularment en programes de varietats de televisió, com The Ed Sullivan Show, The Merv Griffin Show i The Tonight Show Starring Johnny Carson. La seva popularitat el va portar a l'èxit com a còmic a Las Vegas. Les cinc primeres cançons del CD recopilatori de 2005 Evolution/Revolution: The Early Years (1966–1974), gravades el 1966 i el 1967, capturen Pryor en aquest període.
El setembre de 1967 Pryor va tenir el que va descriure a la seva autobiografia Pryor Convictions (1995) com una "epifania". Va pujar a l'escenari de l'Hotel Aladdin de Las Vegas (amb Dean Martin entre el públic), va mirar el públic que va exhaurir les entrades, va exclamar pel micròfon: "Què carai estic fent aquí!?", i va sortir de l'escenari. Després, Pryor va començar a utilitzar paraules blasfemes en el seu acte, inclosa la paraula nigger (negre). El seu primer enregistrament de comèdia, el primer llançament homònim de 1968 amb el segell Dove/Reprise, captura aquest període en particular, fent un seguiment de l'evolució de la rutina de Pryor. Al voltant d'aquesta època, els seus pares van morir: la seva mare el 1967 i el seu pare el 1968.
El 1969 Pryor es va traslladar a Berkeley, Califòrnia, on es va submergir en la contracultura i va tractar amb persones com Huey P. Newton i Ishmael Reed.

### Dècada de 1970

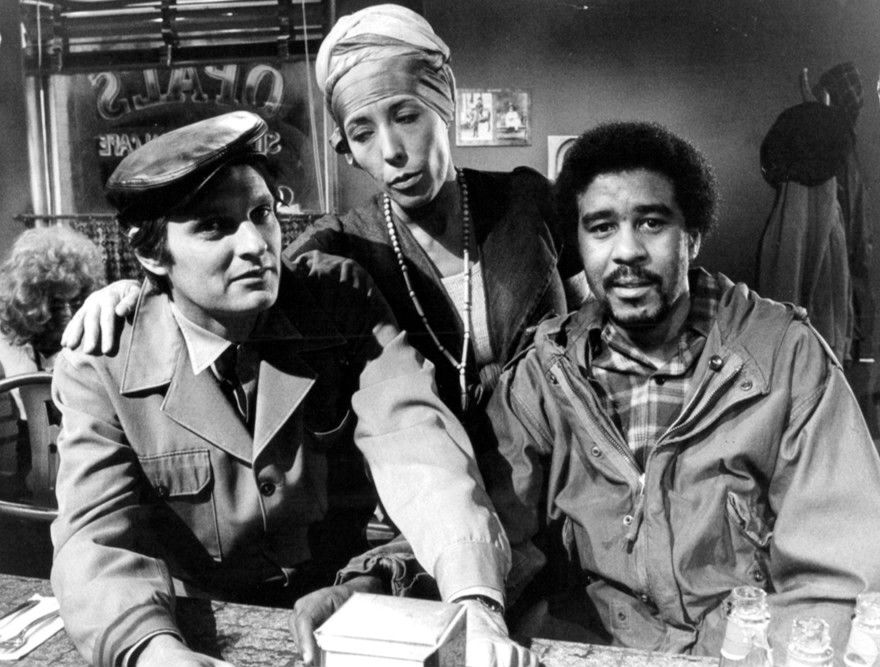
Pryor va actuar en els especials de Lily Tomlin. Se'l veu aquí amb Tomlin i Alan Alda a l'especial de 1973 de Tomlin.

A la dècada de 1970, Pryor va escriure per a programes de televisió com Sanford and Son, The Flip Wilson Show i un especial de Lily Tomlin de 1973, pel qual va guanyar un premi Emmy compartit. Durant aquest període, Pryor va intentar entrar a la televisió popular. També va aparèixer en diverses pel·lícules comercials, com Lady Sings the Blues (1972), The Mack (1973), Uptown Saturday Night (1974), Silver Streak (1976), Car Wash (1976), Bingo Long Traveling All-Stars &amp; Motor Kings (1976), Which Way Is Up? (1977), Greased Lightning (1977), Blue Collar (1978) i The Muppet Movie (1979).
Pryor va signar amb el segell discogràfic independent orientat a la comèdia Laff Records el 1970, i el 1971 va gravar el seu segon àlbum, Craps (After Hours). Dos anys més tard, el còmic relativament poc conegut va aparèixer al documental Wattstax (1972), en què parlava dels absurds tràgic-còmics de les relacions racials a Watts i la nació. Poc després, Pryor va buscar un acord amb un segell més gran i va signar amb Stax Records el 1973. Quan es va publicar el seu tercer àlbum innovador, That Nigger's Crazy (1974), Laff, que reclamava la propietat dels drets d'enregistrament de Pryor, gairebé va aconseguir una ordre judicial per evitar que l'àlbum es vengués. Les negociacions van portar a l'alliberament de Pryor del seu contracte amb Laff. A canvi d'aquesta concessió, Laff va poder publicar material no publicat anteriorment, gravat entre 1968 i 1973, a voluntat. That Nigger's Crazy va ser un èxit comercial i de crítica; finalment va ser certificat or per la RIAA i va guanyar el premi Grammy al millor àlbum de comèdia el 1975.

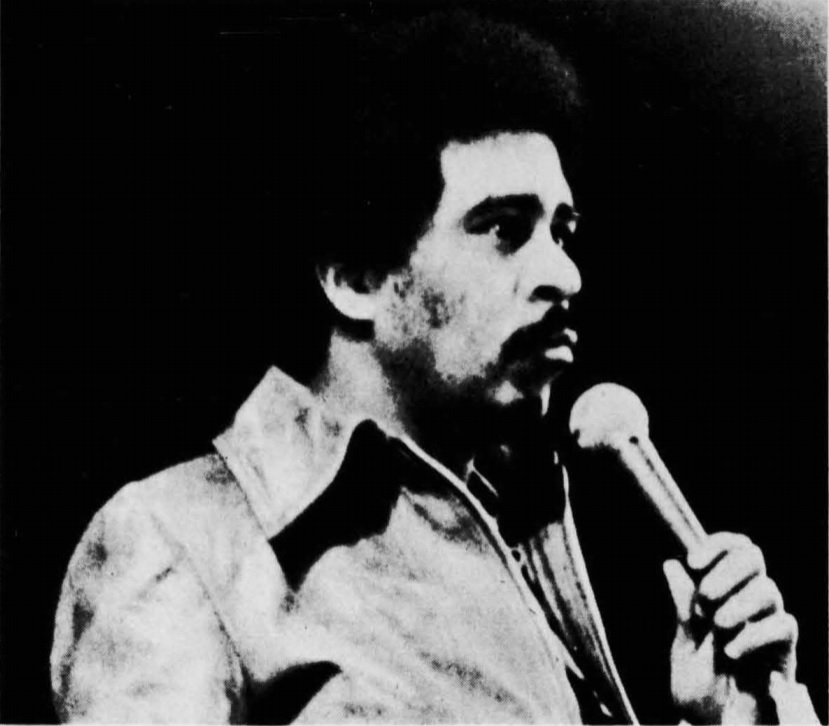
Pryor actuant el 1974

Durant la batalla legal, Stax va tancar breument les seves portes. En aquest moment, Pryor va tornar a Reprise / Warner Bros. Records, que va reeditar That Nigger's Crazy, immediatament després ... Is It Something I Said?, el seu primer disc amb el seu nou segell. Com That Nigger's Crazy, l'àlbum va ser un èxit tant de la crítica com dels seguidors; finalment va ser certificat platí per la RIAA i va guanyar el premi Grammy a la millor gravació de comèdia als premis Grammy de 1976.
El llançament de Pryor el 1976, Bicentennial Nigger, va continuar amb la seva ratxa d'èxits. Es va convertir en el seu tercer àlbum d'or consecutiu i va recollir el seu tercer Grammy consecutiu a la millor gravació de comèdia per a l'àlbum el 1977. Amb tots els àlbums reeixits que Pryor va gravar per a Warner (o més tard, les seves pel·lícules de concerts i el seu accident de base lliure de 1980), Laff va publicar ràpidament un àlbum de material més antic per aprofitar la fama creixent de Pryor, una pràctica que van continuar fins al 1983. Les portades dels àlbums de Laff van lligades temàticament amb pel·lícules de Pryor, com Are You Serious? per Silver Streak (1976), The Wizard of Comedy per la seva aparició a The Wiz (1978) i Insane per Stir Crazy (1980).
Pryor va coescriure Selles de muntar calentes (1974), dirigida per Mel Brooks i protagonitzada per Gene Wilder. Pryor havia d'interpretar el paper principal de Bart, però l'estudi de producció de la pel·lícula no el va assegurar, i Mel Brooks va triar Cleavon Little.
El 1975, Pryor va ser amfitrió convidat a la primera temporada de Saturday Night Live i la primera persona negra a presentar l'espectacle. Kathrine McKee (germana de Lonette McKee), núvia, actriu i presentadora de tertúlies de Pryor, va fer una breu aparició com a convidada amb Pryor a SNL. Entre els moments més destacats de la nit hi havia l'ara polèmica parodia d'"associació de paraules" amb Chevy Chase. Més tard faria el seu propi programa de varietats, The Richard Pryor Show, que es va estrenar a la NBC el 1977. El programa es va cancel·lar després de només quatre episodis probablement perquè les audiències de televisió no van respondre bé al tema controvertit del seu programa, i Pryor no estava disposat a alterar el seu material per als censors de la xarxa. 'Em van oferir deu episodis, però vaig dir tot el que volia en quatre'. Durant la sèrie de curta durada, va interpretar el primer president negre dels Estats Units, va falsificar la cantina de Mos Eisley de Star Wars: Una nova esperança, va examinar la violència armada en una parodia que no era comèdia, va criticar el racisme al Titanic que s'enfonsava i fins i tot va utilitzar vestuari i distorsió visual per semblar nu.
L'any 1979, en el punt àlgid del seu èxit, Pryor va visitar Àfrica. En tornar als Estats Units, Pryor va jurar que no tornaria a utilitzar la paraula "negre" a la seva rutina de comèdia.

### Dècada de 1980

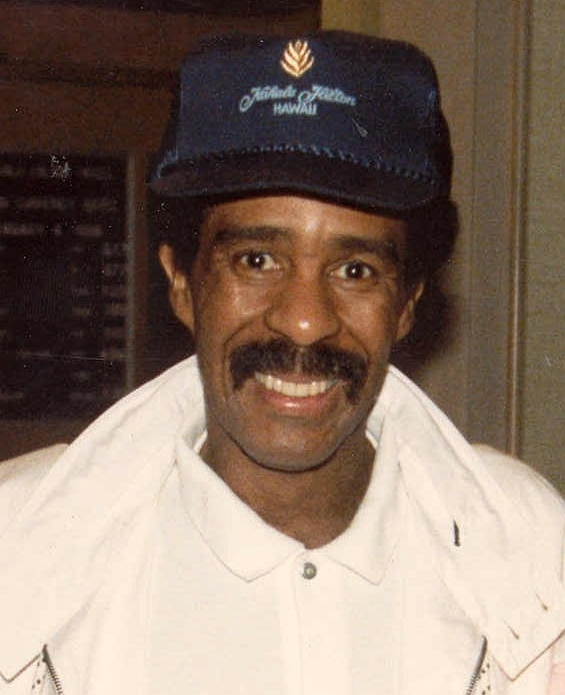
Pryor el 1986

Mentre estava en un afartament durant la realització de la pel·lícula Stir Crazy (1980), Pryor es va xopar amb rom i es va incendiar. Pryor va incorporar una descripció de l'incident al seu programa de comèdia Richard Pryor: Live on the Sunset Strip (1982). Va fer broma dient que l'esdeveniment va ser causat per mullar una galeta en un got de llet baixa en greixos i pasteuritzada, provocant una explosió. Al final, es va burlar de la gent que n'explicava acudits agitant un llumins encès i dient: "Què és això? Richard Pryor corrent pel carrer".
Després de la seva "actuació final", Pryor no es va mantenir lluny dels monòlegs durant molt de temps. Al cap d'un any, va filmar i llançar una nova pel·lícula de concerts i l'àlbum que l'acompanya, Richard Pryor: Here and Now (1983), que va dirigir ell mateix. També va escriure i va dirigir un relat de ficció de la seva vida, Jo Jo Dancer, Your Life Is Calling, que va girar al voltant de l'incident de base lliure de 1980.
El 1983 Pryor va signar un contracte de cinc anys amb Columbia Pictures per 40 dòlars milions i va fundar la seva pròpia productora, Indigo Productions. Van seguir pel·lícules més suaus i més formulades, com Superman III (1983), que va fer guanyar a Pryor 4 milions de dòlars; Brewster's Millions (1985), Moving (1988) i See No Evil, Hear No Evil (1989). L'únic projecte cinematogràfic d'aquest període que recordava les seves rudes arrels va ser el debut semiautobiogràfic de Pryor com a escriptor-director, Jo Jo Dancer, Your Life Is Calling, que no va tenir un gran èxit.
Malgrat la seva reputació d'utilitzar constantment paraules obscenes dins i fora de la càmera, Pryor va organitzar breument un programa infantil a CBS anomenat Pryor's Place (1984). Igual que Barri Sèsam, Pryor's Place va comptar amb un repartiment de titelles (animades per Sid i Marty Krofft), passant l'estona i divertint-se en un entorn amable del centre de la ciutat juntament amb diversos nens i personatges retratats pel mateix Pryor. No obstant això, Pryor's Place sovint tractava temes més seriosos que Barri Sèsam.
Pryor va aparèixer a Nits de Harlem (1989), una pel·lícula criminal de comèdia dramàtica protagonitzada per tres generacions de còmics negres (Pryor, Eddie Murphy i Redd Foxx).

### Dècades de 1990 i 2000
En els seus darrers anys, a partir de principis i mitjans dels anys 90, Pryor va utilitzar un scooter de mobilitat accionat elèctricament a causa de l'esclerosi múltiple (EM). Per a ell, MS significava "Més merda". Apareix al patinet en la seva darrera aparició al cinema, un petit paper a Carretera perduda de David Lynch (1997) interpretant un director de garatge de reparació d'automòbils anomenat Arnie.
Rhino Records va remasteritzar tots els àlbums de Pryor's Reprise i WB per incloure'ls a la caixa ... And It's Deep Too! The Complete Warner Bros. Recordings (1968-1992) (2000).
A finals de desembre de 1999, Pryor va aparèixer a l'obertura de The Norm Show a l'episodi titulat "Norm vs. El boxejador". Va interpretar el Sr. Johnson, un home gran amb cadira de rodes que ha perdut els drets d'infermeria a casa quan va continuar atacant les infermeres abans d'atacar el mateix Norm. Aquesta va ser la seva última aparició a la televisió.
El 2002, Pryor i Jennifer Lee Pryor, la seva dona i gerent, van guanyar els drets legals de tot el material de Laff, que suposava gairebé 40 hores de cinta analògica bobina a bobina. Després de revisar les cintes i obtenir la benedicció de Richard, Jennifer Lee Pryor va donar accés a Rhino Records a les cintes el 2004. Aquestes cintes, inclòs l'àlbum sencer de Craps (After Hours), formen la base del llançament de doble CD de l'1 de febrer de 2005, Evolution/Revolution: The Early Years (1966–1974).

## Vida personal
Pryor va conèixer l'actriu Pam Grier a través del còmic Freddie Prinze. Van començar a sortir quan tots dos van ser escollits per Greased Lightning (1977). Grier va ajudar a Pryor a aprendre a llegir i va intentar ajudar-lo amb la seva addicció a les drogues. Pryor es va casar amb una altra dona mentre sortia amb Grier.
Pryor va sortir amb l'actriu Margot Kidder durant el rodatge de Some Kind of Hero (1982). Kidder va declarar que "es va enamorar de Pryor en dos segons plans" després de conèixer-se.

### Matrimonis
Pryor es va casar set vegades amb cinc dones:
1. Patricia Price, amb qui va estar casat entre 1960 i 1961.[30]
2. Shelley Bonus, amb qui va estar casat entre 1967 i 1969.[30]
3. Deborah McGuire, una aspirant a model i actriu amb qui es va casar el 22 de setembre de 1977. Van sortir intermitentment durant quatre anys abans del seu matrimoni.[31] Es van separar el gener de 1978 i el seu divorci es va concretar l'agost de 1978.[32][33]
4. Jennifer Lee, una actriu i dissenyadora d'interiors a qui Pryor havia contractat per decorar la seva llar.[34][35] Es van casar l'agost de 1981 i es van divorciar l'octubre de 1982 a causa de la seva addicció a les drogues. Es van tornar a casar el 29 de juny de 2001 i van romandre casats fins a la mort de Pryor.[19]
5. Flynn Belaine, una aspirant a actriu amb qui es va casar l'octubre de 1986. Es van conèixer quan Pryor actuava a Washington, DC, el 1984.[36] Dos mesos després de casar-se, Pryor va sol·licitar el divorci, però va retirar la petició el mateix dia. Una setmana després va tornar a sol·licitar el divorci.[37] El seu divorci es va concretar el juliol de 1987. Es van tornar a casar l'1 d'abril de 1990, però es van divorciar de nou el juliol de 1991.

### Nens
Pryor va tenir set fills amb sis dones diferents:
1. Renee Pryor, nascuda el 20 de juliol de 1957, filla de Pryor i la seva xicota Susan, quan Pryor tenia 16 anys.
2. Richard Pryor Jr., nascut el 10 d'abril de 1962, fill de Pryor i la seva primera dona, Patricia Price.
3. Elizabeth Anne, nascuda el 24 d'abril de 1967, filla de Pryor i la seva núvia Maxine Anderson.
4. Rain Pryor, nascut el 16 de juliol de 1969, fill de Pryor i la seva segona dona, Shelley Bonus.
5. Steven, nascut el 14 de novembre de 1984, fill de Pryor i Flynn Belaine, que més tard es va convertir en la seva cinquena dona.
6. Franklin, nascut el 29 d'abril de 1987, fill de Pryor i de l'actriu i model Geraldine Mason.
7. Kelsey, nascuda el 25 d'octubre de 1987, filla de Pryor i la seva cinquena dona, Flynn Belaine.

### Sexualitat
Nou anys després de la mort de Pryor, el 2014 el llibre biogràfic Becoming Richard Pryor de Scott Saul va declarar que Pryor "va reconèixer la seva bisexualitat" i el 2018, Quincy Jones i la vídua de Pryor, Jennifer Lee, van afirmar que Pryor havia tingut una relació sexual. amb Marlon Brando, i que Pryor estava obert sobre la seva bisexualitat amb els seus amics. La filla de Pryor, Rain, va disputar més tard l'afirmació, a la qual cosa Lee va declarar que Rain estava en negació de la bisexualitat del seu pare. Més tard, Lee va dir a TMZ, com a explicació, que "eren els anys 70! Les drogues encara eren bones... Si tenies prou cocaïna, et foteries un radiador i li enviaries flors al matí". A la seva autobiografia Pryor Convictions, Pryor va parlar de tenir una relació de dues setmanes amb Mitrasha, una dona trans, que va anomenar "dues setmanes de ser gai". El 1977, va dir en un programa de drets dels gais al Hollywood Bowl: "He xuclat una polla".
Pryor's widow Jennifer Lee recalled when he began freebasing cocaine: "After two weeks of watching him getting addicted to this stuff I moved out. It was clear the drug had moved in and it had become his lover and everything. I did not exist."

## Filmografia

### Llargmetratges
| Any  | Títol                                                           | Paper                                             | Notes                                              |
| ---- | --------------------------------------------------------------- | ------------------------------------------------- | -------------------------------------------------- |
| 1967 | The Busy Body                                                   | Lt. Whitaker                                      | Debut al cinema                                    |
| 1968 | Wild in the Streets                                             | Stanley X                                         |                                                    |
| 1969 | Uncle Tom's Fairy Tales                                         | Desconegut                                        | També productor i escriptor; no completada         |
| 1970 | Carter's Army                                                   | Pvt. Jonathan Crunk                               |                                                    |
| 1970 | The Phynx                                                       | Richard Pryor (cameo)                             |                                                    |
| 1971 | You've Got to Walk It Like You Talk It or You'll Lose That Beat | Wino                                              |                                                    |
| 1971 | Live &amp; Smokin'                                              | Richard Pryor                                     | Pel·lícula de monòleg; també escriptor             |
| 1971 | Dynamite Chicken                                                | Richard Pryor                                     |                                                    |
| 1972 | Lady Sings the Blues                                            | Piano Man                                         |                                                    |
| 1973 | The Mack                                                        | Slim                                              |                                                    |
| 1973 | Some Call It Loving                                             | Jeff                                              |                                                    |
| 1973 | Hit!                                                            | Mike Willmer                                      |                                                    |
| 1973 | Wattstax                                                        | Richard Pryor / Host                              |                                                    |
| 1974 | Uptown Saturday Night                                           | Sharp Eye Washington                              |                                                    |
| 1975 | Adiós Amigo                                                     | Sam Spade                                         |                                                    |
| 1976 | The Bingo Long Traveling All-Stars &amp; Motor Kings            | Charlie Snow, All-Star (RF)                       |                                                    |
| 1976 | Car Wash                                                        | Daddy Rich                                        |                                                    |
| 1976 | Silver Streak                                                   | Grover T. Muldoon                                 |                                                    |
| 1977 | Greased Lightning                                               | Wendell Scott                                     |                                                    |
| 1977 | Which Way Is Up?                                                | Leroy Jones / Rufus Jones / Reverend Lenox Thomas |                                                    |
| 1978 | Cadena de muntatge                                              | Zeke Brown                                        |                                                    |
| 1978 | El mag                                                          | Herman Smith (el mag)                             |                                                    |
| 1978 | California Suite                                                | Dr. Chauncey Gump                                 |                                                    |
| 1979 | Richard Pryor: Live in Concert                                  | Richard Pryor                                     | Pel·lícula de monòleg; també escriptor             |
| 1979 | The Muppet Movie                                                | venedor de globus (cameo)                         |                                                    |
| 1980 | Wholly Moses!                                                   | Pharaoh                                           |                                                    |
| 1980 | In God We Tru$t                                                 | G.O.D.                                            |                                                    |
| 1980 | Bojos rematats                                                  | Harold "Harry" Monroe                             |                                                    |
| 1981 | Bustin' Loose                                                   | Joe Braxton                                       | També productor i escriptor (història)             |
| 1982 | Some Kind of Hero                                               | Eddie Keller                                      |                                                    |
| 1982 | Richard Pryor: Live on the Sunset Strip                         | Richard Pryor                                     | Pel·lícula de monòleg; també productor i escriptor |
| 1982 | La joguina                                                      | Jack Brown                                        |                                                    |
| 1983 | Superman III                                                    | August "Gus" Gorman                               |                                                    |
| 1983 | Richard Pryor: Here and Now                                     | Richard Pryor                                     | Pel·lícula de monòleg; també director i escriptor  |
| 1985 | Brewster's Millions                                             | Montgomery Brewster                               |                                                    |
| 1986 | Jo Jo Dancer                                                    | Jo Jo Dancer                                      | També director, productor i escriptor              |
| 1987 | Critical Condition                                              | Kevin Lenahan / Dr. Eddie Slattery                |                                                    |
| 1988 | La gran mudança                                                 | Arlo Pear                                         |                                                    |
| 1989 | I nosaltres, per què no?                                        | Wallace "Wally" Karue                             |                                                    |
| 1989 | Nits de Harlem                                                  | Sugar Ray                                         |                                                    |
| 1991 | No m'enriedis que m'ho crec                                     | Eddie Dash                                        |                                                    |
| 1991 | The Three Muscatels                                             | Narrador / Wino / cambrer                         |                                                    |
| 1996 | Encantat de matar-te                                            | Jimmy l'enterramorts                              |                                                    |
| 1997 | Carretera perduda                                               | Arnie                                             | Peper final en pel·lícula                          |

### Televisió
| Any       | Títol                         | Paper                                                                                    | Notes                                                            |
| --------- | ----------------------------- | ---------------------------------------------------------------------------------------- | ---------------------------------------------------------------- |
| 1966      | The Wild Wild West            | Villar                                                                                   | Episodi: "The Night of the Eccentrics"                           |
| 1967      | ABC Stage 67                  | Enterrador                                                                               | Episodi: "A Time for Laughter: A Look at Negro Humor in America" |
| 1968      | Let's Go                      | Rol desconegut                                                                           | Episodi: "Psychedelic Vancouver"                                 |
| 1969      | The Young Lawyers             | Otis Tucker                                                                              | Episodi: "The Young Lawyers"                                     |
| 1971      | The Partridge Family          | A.E. Simon                                                                               | Episodi: "Soul Club"                                             |
| 1972      | Mod Squad                     | Cat Griffin                                                                              | Episodi: "The Connection"                                        |
| 1975      | Saturday Night Live           | Ell mateix/amfitrió                                                                      | Episodi: "Richard Pryor/Gil Scott-Heron"                         |
| 1977      | The Richard Pryor Special?    | Ell mateix / El reverend James L. White / Idi Amin Dada / Llustrador de sabates / Willie | especial de televisió                                            |
| 1977      | The Richard Pryor Show        | Ell mateix / Diversos papers                                                             | 4 episodis                                                       |
| 1978-1982 | Barri Sèsam                   | Ell mateix                                                                               | 3 episodis                                                       |
| 1984      | Lloc de Pryor                 | Ell mateix                                                                               | 10 episodis                                                      |
| 1984      | Billy Joel: Keeping the Faith | Home llegint el diari                                                                    | Vídeo curt                                                       |
| 1993      | Martin                        | A si mateix                                                                              | Episodi: "The Break Up: Part 1"                                  |
| 1995      | Chicago Hope                  | Joe Springer                                                                             | Episodi: "Stand"                                                 |
| 1996      | Malcolm &amp; Eddie           | Oncle Bucky                                                                              | Episodi: "Do the KC Hustle"                                      |
| 1999      | The Norm Show                 | Senyor Johnson                                                                           | Episodi: "Norm vs. the Boxer"                                    |

## Llibres
- Pryor, Richard. Pryor Convictions and Other Life Sentences.  Nova York: Pantheon Books, 1995. ISBN 9780679432500. OCLC 31660376.